# Ilha de Mosqueiro
A Ilha de Mosqueiro é um distrito administrativo do município brasileiro de Belém (estado do Pará) e uma das 42 ilhas que integram a região insular (de 329,9361 km²) de Belém, sendo a segunda maior ilha da região, com uma área 211,7923 km². Possui 17 km de praias de água doce com movimento de maré. 
É uma ilha fluvial localizada na costa oriental da baía do Marajó, circundada ao norte pela praia da Baía da Sol, ao leste pelo Furo das Marinhas e ao sul pela Baía de Santo Antônio, ficando a uma distância de 32 km ao norte da cidade (em linha reta) e a 75 km de distância, por estrada, do centro de Belém.

## Etimologia
O termo "Mosqueiro" é uma corruptela originado da antiga prática do "moqueio" (moka'e) do peixe pelos indígenas tupinambás que habitavam a ilha. Tal fato é corroborado pela Grande Enciclopédia da Amazônia, que narra:
(...) esse serviço de moqueio de peixe para conservá-lo até seu transporte à cidade de Belém, onde era negociado. Dessa atividade primitiva, surgiria a expressão para a «ilha do moqueio» que, através dos anos, transformar-se-ia em «ilha do mosqueiro» e que nada tem a ver com o inseto mosca.

## História

### Ocupação

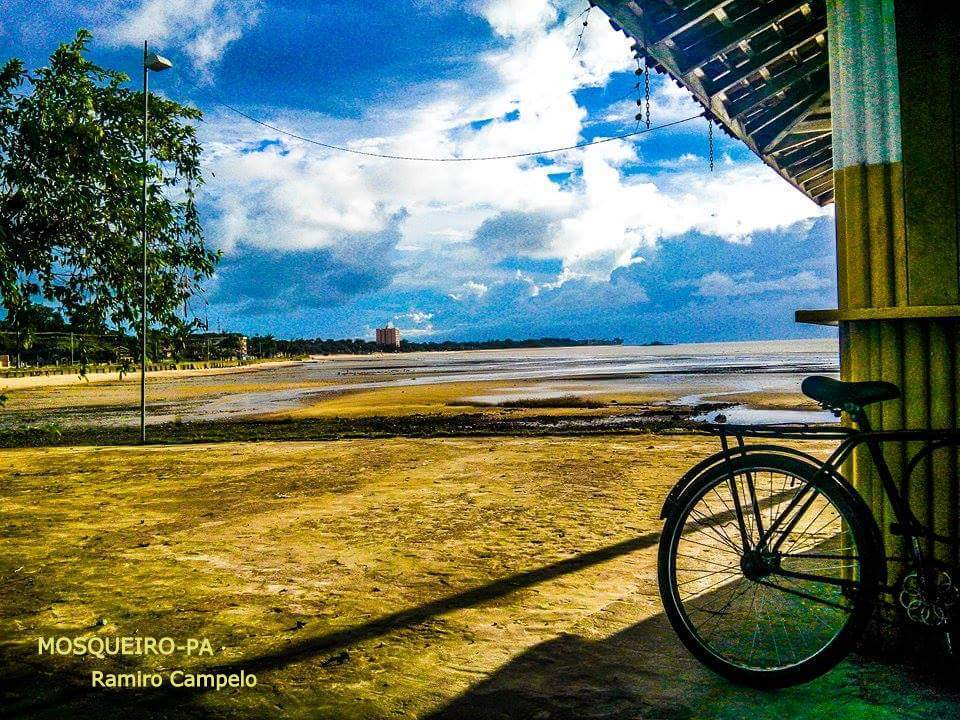
Praia Do Porto Arthur

Em Mosqueiro, os colonizadores se estabelecem nos terrenos altos, os "caris” na língua indígena, próximo da enseada, onde dispunham de segurança para suas embarcações. Quando chegaram à ilha, os portugueses já encontraram os índios Tupinambás (os “filhos de Tupã”), que fugiram do Nordeste após as invasões estrangeiras no litoral brasileiro. Bastante evoluídos para a época, esses indígenas sabiam falar a língua geral, o Nheengatu, devido ao contato mantido com os europeus. Ma foi a partir do ciclo da borracha que a vila entrou num processo de grandes mudanças. Junto com Belém, Mosqueiro passou a conviver com a riqueza e o luxo e a usufruir as benesses trazidas pelo acelerado desenvolvimento registrado na capital. Chegaram os ingleses da Pará Electric Railways Company, responsáveis pela instalação de energia elétrica e de meios de transportes interno. Vieram também alemães, franceses e norte-americanos, funcionários de companhias estrangeiras, como a Port of Pará e a Amazon River. 
A valorização da ilha, balneário distante 70 quilômetros do centro de Belém por rodovia, teve início no final do século XIX e está ligada ao ciclo da borracha. Foram os estrangeiros — atraídos pelo boom da economia da capital — os primeiros a valorizar a Mosqueiro como local de veraneio. Eles construíram os casarões que ainda hoje podem ser vistos em torno da orla das praias do Farol, Chapéu Virado, Porto Arthur e Murubira. Os “barões da borracha” encamparam a descoberta. Começava assim o processo de ocupação da ilha, pois o rio era então o único meio de acesso dessa incipiente ocupação. A expansão vigorosa do processo ocorreria somente em 1968 com a inauguração da estrada, interligada por balsa. Foi um marco para a aceleração da especulação imobiliária, que se expandiu em direção às praias do Ariramba e São Francisco. A partir de 1976, a ocupação voltou a se intensificar com a construção da ponte Sebastião Oliveira.
No início dos anos 80 os velejadores descobriram as potencialidades da ilha para a prática de windsurf e vela. Por mais de vinte anos, Mosqueiro foi lugar obrigatório para iatistas paraenses, bem como nomes conhecidos como os velejadores Torben Grael e Robert Scheidt. Por isso, um pequeno grupo de velejadores, junto com amantes do kitesurf, ainda tenta manter acesa a "vela" no Mosqueiro, prática que tanto embeleza e dá vida nos dias quentes da ilha.

### Construção da ponte
Com seus 1.457,35 metros, a ponte Sebastião R. de Oliveira é a principal via de acesso ao distrito. A obra encurtou a distância de Mosqueiro com o centro da capital, deixando-a muito mais acessível à população e atraindo um número cada vez maior de visitantes. Antes da construção da ponte, que ocorreu no dia doze de janeiro de 1976, o deslocamento até a ilha era realizado somente por navios. Esse tipo de transporte garantiu a travessia para o outro lado do continente, por quase meio século. Com a conclusão da ponte, Mosqueiro ganhou ares de cidade grande, belas mansões e prédios.

## Lendas da ilha de Mosqueiro
Capa Preta
Cobra Grande
Pretinho do Porto

## Pontos turísticos

### Praias

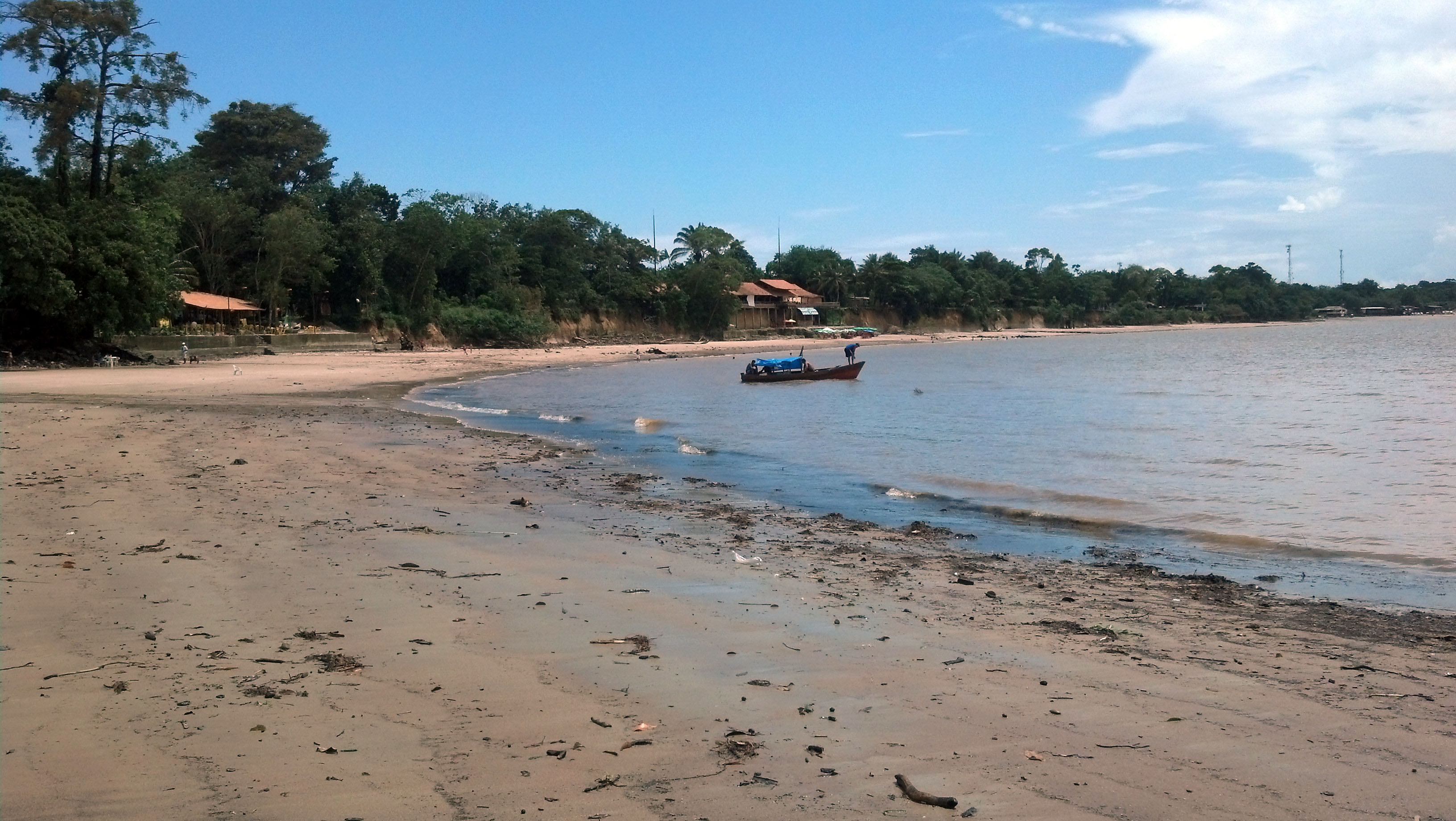
Praia do Paraíso

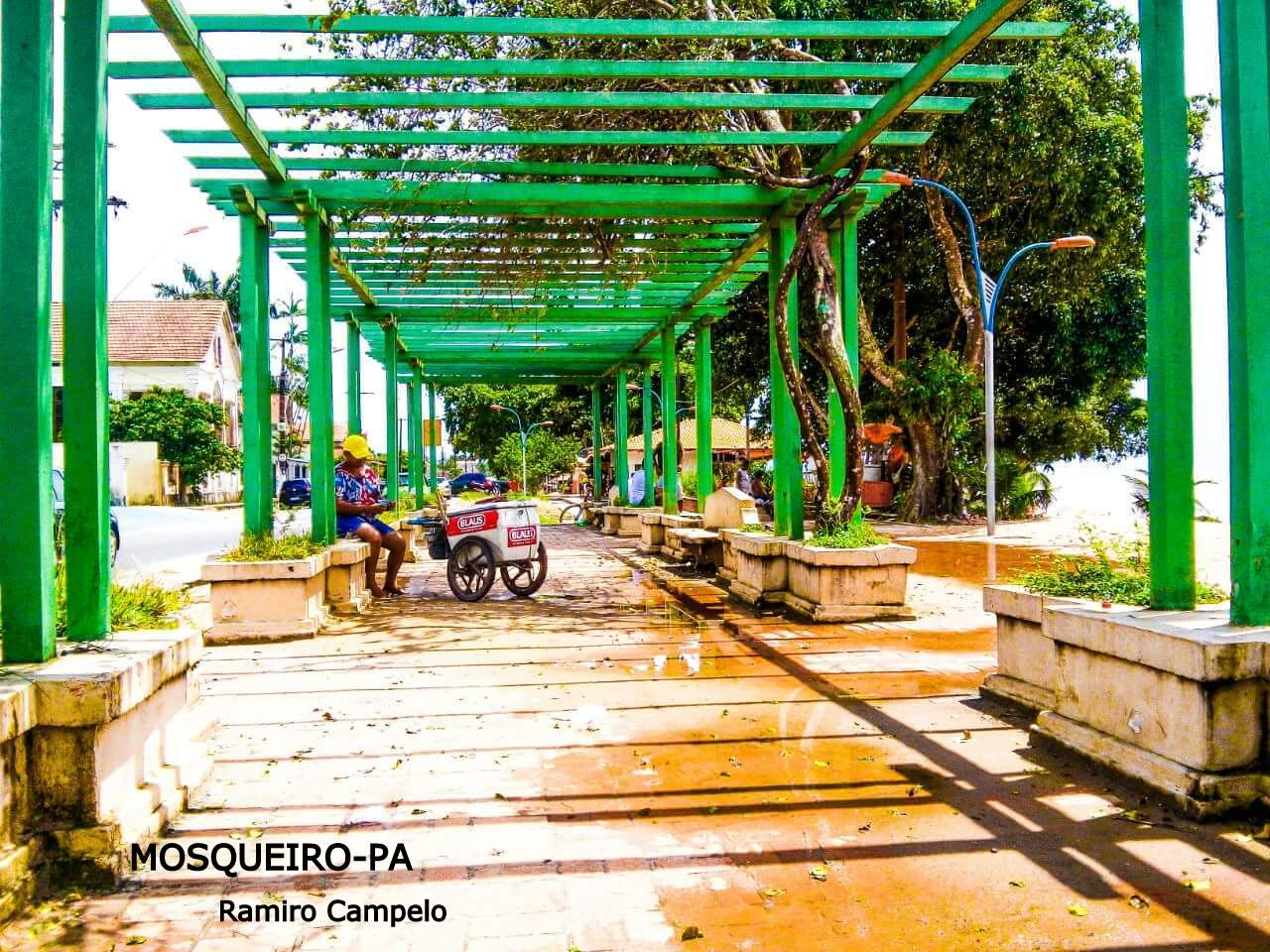
Caramanchão-Mosqueiro

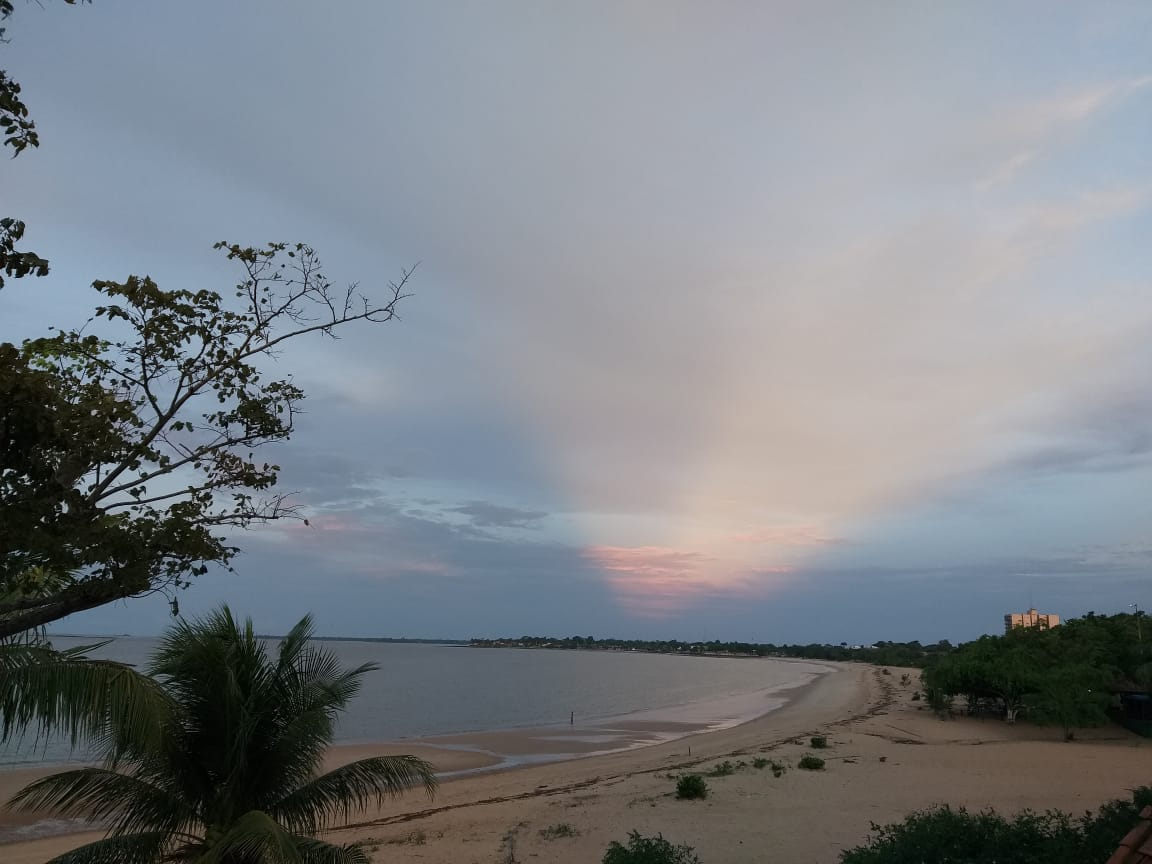
Praia do Farol

A Ilha do Mosqueiro oferece diversas praias, entre elas destacam-se: Praia do Farol, Praia do Bispo, Praia Grande, Praia Marahú, Praia do Paraíso e a Praia do Chapéu Virado. 
- Praia do Areião (Vila)
- Praia do Ariramba
- Praia do Bacuri
- Praia da Baía do Sol
- Praia do Bispo (Vila)
- Praia da Camboinha (Baia do Sol)
- Praia do Cachimbo (Caruara)
- Praia da Croa (Baia do Sol)
- Praia do Carananduba
- Praia do Caruará
- Praia do Chapéu Virado
- Praia da Conceição[nota 1]
- Praia do Farol
- Praia da Fazendinha
- Praia da Praia Grande (Baía do Sol)

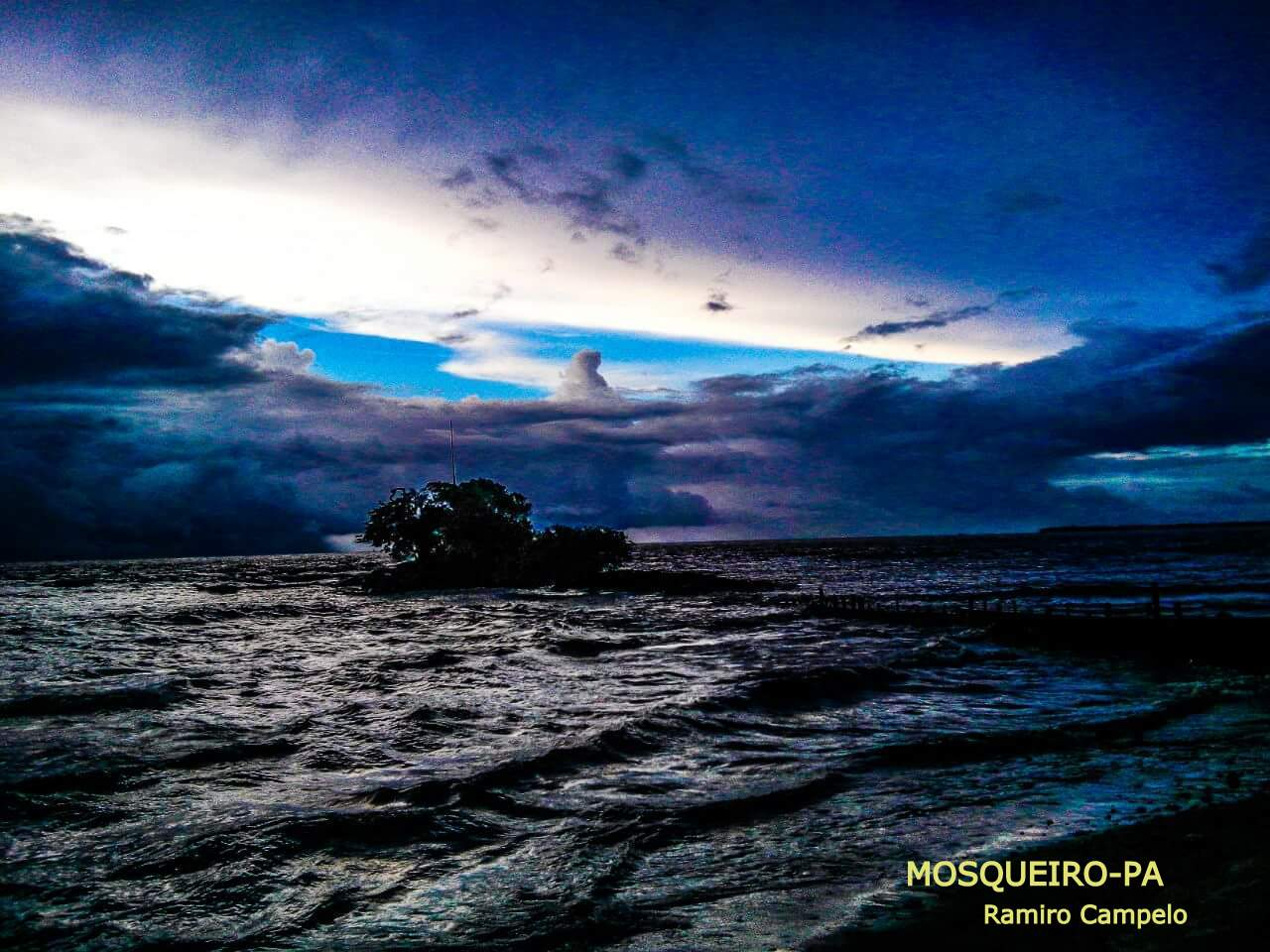
Ilha do amor

- Praia do Marahú
- Praia do Murubira
- Praia do Paissandu
- Praia do Paraíso
- Praia do Porto Arthur
- Praia da Praia Grande
- Prainha do Farol
- Praia de São Francisco

### Construções
- Pórtico do Mosqueiro
- Praça Cipriano Santos (Vila)
- Praça da Conceição (Carananduba)
- Praça Princesa Isabel (Vila)
- Praça do Dr. Patriarca Zacharias Mártyres (Farol)
- Praça do Chapéu Virado
- Mercado Municipal de Mosqueiro
- Mercado Municipal do Chapéu Virado
- Terminal Rodoviário de Mosqueiro (Rodoviária Artur Pires Teixeira)
- Forte do Bispo (Praia do Bispo)
- Trapiche Municipal (fechado)
- Tapiocaria de Mosqueiro (Vila)
- Barracas com comidas típicas, localizadas na praça matriz (vatapá, maniçoba, arroz paraense, tacacá, caruru etc.)

Igrejas centenárias
- Capela do Sagrado Coração de Jesus (Chapéu Virado) - Inaugurada em 1909. [5]
- Igreja Matriz de Nossa Senhora do Ó (Vila) - Inaugurada em 1868.
- Paróquia de Nossa Senhora da Conceição (Carananduba)

## Esportes
A ilha de Mosqueiro possui uma equipe profissional de futebol: o Pedreira Esporte Clube, que disputa a Segunda divisão do Campeonato Paraense. A equipe, apelidada de “Gigante da Ilha”, foi fundada em 7 de setembro de 1925, e seu melhor resultado foi em 1995, quando alcançou o quinto lugar.